# Avalanche (filme)
Avalanche é um filme-catástrofe norte-americano de 1978, dirigido por Corey Allen, coautor do roteiro ao lado de Claude Pola. Foi distribuído pela New World Pictures.

## Elenco
- Rock Hudson — David Shelby
- Robert Forster — Nick Thorne
- Mia Farrow — Caroline Brace
- Jeanette Nolan — Florence Shelby
- Rick Moses — Bruce Scott
- Steve Franken — Henry McDade
- Barry Primus — Mark Elliott
- Cathy Paine — Tina Elliott
- Jerry Douglas — Phil Prentiss